# Дарвино
Дарвино (баш. Дарвин) — деревня в Туймазинском районе Республики Башкортостан Российской Федерации. Входит в состав Тюменяковского сельсовета. 

## География

### Географическое положение
Расстояние до:
- районного центра (Туймазы): 17 км,
- центра сельсовета (Тюменяк): 6 км,
- ближайшей ж/д станции (Туймазы): 17 км.

## История
До 2006 года деревня входила в состав Какрыбашевского сельсовета.

## Население
| 2002 | 2009 | 2010 |
| ---- | ---- | ---- |
| 104  | ↗126 | ↗138 |

Национальный состав
Согласно переписи 2002 года, преобладающая национальность — чуваши (57 %).